# جفرسون (ایندیانا)
جفرسون (به انگلیسی: Jefferson) یک منطقهٔ مسکونی در ایالات متحده آمریکا است که در شهرستان کلینتون، ایندیانا واقع شده‌است. جفرسون ۲۶۲٫۱۳ متر بالاتر از سطح دریا واقع شده‌است.